# Lukáš Hrádecký
Pour les articles homonymes, voir Hradecky.
Lukáš Hrádecký (prononcé en slovaque : ˈlukaːʒ ˈɦɾaːdɛtski), né le 24 novembre 1989 à Bratislava en Tchécoslovaquie (aujourd'hui en Slovaquie), est un footballeur international finlandais qui évolue comme gardien de but à l'AS Monaco. Il possède également la nationalité slovaque.
Ses deux frères, Tomas Hrádecký (en) et Matej Hrádecký (en), sont également footballeurs professionnels.

## Biographie
Lorsque Lukáš est âgé d'un an, sa famille et lui partent en Finlande.

### Carrière en club

#### Jeunesse
Lukáš Hrádecký commence sa carrière au TPS Turku, club de la ville où il a grandi . En 2008, il participe au Tournoi international des jeunes Karel Stegeman U-19 à Ruurlo, aux Pays-Bas, où il remporte le prix du meilleur gardien de but.

#### Esbjerg fB (2009-2013)
Le 10 janvier 2009, Lukáš Hrádecký est transféré au Esbjerg fB et signe un contrat de quatre ans avec les quintuples champions danois. Le 3 août 2010, Hrádecký réalise un essai avec Manchester United afin de renforcer la cellule des gardiens après le départ de Tom Heaton . Cependant, il choisit de rester au sein du club danois pour être titulaire.

#### Brøndby IF (2013-2015)
Le 12 juin 2013, Lukáš Hrádecký rejoint le club danois du Brøndby IF avec un contrat de quatre ans. Le 21 juin 2013, il fait ses débuts en Superliga lors d'un match contre le Football Club Vestsjælland

#### Eintracht Francfort (2015-2018)
En août 2015, Lukáš Hrádecký est transféré de Brøndby à l'Eintracht Francfort, club de Bundesliga. La valeur du transfert n'a jamais été publiée, mais selon les journaux, l'Eintracht aurait versé 2,5 millions d'euros à Brøndby . En 2017-2018, lors de sa dernière saison avec l'Eintracht, il est élu Gardien de but de la saison en Bundesliga.

#### Bayer Leverkusen (depuis 2018)
En mai 2018, le Bayer Leverkusen annonce la signature de Lukáš Hrádecký pour la saison 2018-19 sur un transfert gratuit. Il accepte un contrat jusqu'en 2023 . Lukáš Hrádecký fait ses débuts à Leverkusen le 15 septembre 2018 lors d'un match contre le Bayern Munich. Le 6 août 2022, il est expulsé lors de la défaite de Leverkusen contre le Borussia Dortmund pour avoir dégagé un ballon hors de sa surface. Il devient le capitaine de l'équipe en 2021.

### Sélection nationale
Lukáš Hrádecký obtient sa première sélection le 21 mai 2010 en entrant à la mi-temps du match amical contre l'Estonie (0-2). Régulièrement appelé depuis 2011, il participe notamment aux éditions 2012 et 2014 de la Coupe baltique de football.
Il est par la suite membre des 26 joueurs sélectionnés par Markku Kanerva pour disputer l'Euro 2020, première compétition internationale officielle de l'histoire pour les finlandais. Le 12 juin 2021, pour le premier match de la Finlande à l’Euro 2020, il réalise le match parfait face au Danemark en arrêtant les 6 tirs cadrés des Danois, dont un penalty de Pierre-Emile Højbjerg, ce qui lui vaudra le titre d’Homme du match après la victoire 1 à 0 de son équipe. Cette rencontre sera malheureusement célèbre pour avoir vu le malaise cardiaque de Christian Eriksen. Hrádecký disputera la totalité des matchs du tournoi face à la Russie (défaite 0-1), la Belgique (défaite 0-2) et le Danemark donc. Les finlandais sortiront dès la phase de poules.

## Statistiques
| Saison                | Club                  | Championnat           | Championnat | Championnat | Coupe nationale | Coupe nationale | Coupe de la Ligue | Coupe de la Ligue | Supercoupe | Supercoupe | Compétition(s) continentale(s) | Compétition(s) continentale(s) | Compétition(s) continentale(s) | Finlande | Finlande | Total | Total |
| Saison                | Club                  | Division              | M.          | B.          | M.              | B.              | M.                | B.                | M.         | B.         | Comp.                          | M.                             | B.                             | M.       | B.       | M.    | B.    |
| 2009-2010             | Esbjerg fB            | Superligaen           | 5           | 0           | 0               | 0               | -                 | -                 | -          | -          | -                              | -                              | -                              | 1        | 0        | 6     | 0     |
| 2010-2011             | Esbjerg fB            | Superligaen           | 13          | 0           | 0               | 0               | -                 | -                 | -          | -          | -                              | -                              | -                              | 7        | 0        | 20    | 0     |
| 2011-2012             | Esbjerg fB            | NordicBet Liga        | 4           | 0           | 0               | 0               | -                 | -                 | -          | -          | -                              | -                              | -                              | 4        | 0        | 8     | 0     |
| 2012-2013             | Esbjerg fB            | Superligaen           | 33          | 0           | 2               | 0               | -                 | -                 | -          | -          | -                              | -                              | -                              | 3        | 0        | 38    | 0     |
| Sous-total            | Sous-total            | Sous-total            | 55          | 0           | 2               | 0               | 0                 | 0                 | 0          | 0          | -                              | 0                              | 0                              | 15       | 0        | 72    | 0     |
| 2013-2014             | Brøndby IF            | Superligaen           | 33          | 0           | -               | -               | -                 | -                 | -          | -          | -                              | -                              | -                              | 4        | 0        | 37    | 0     |
| 2014-2015             | Brøndby IF            | Superligaen           | 33          | 0           | 1               | 0               | -                 | -                 | -          | -          | C3                             | 2                              | 0                              | 7        | 0        | 43    | 0     |
| 2015-2016             | Brøndby IF            | Superligaen           | 3           | 0           | -               | -               | -                 | -                 | -          | -          | C3                             | 6                              | 0                              | 1        | 0        | 10    | 0     |
| Sous-total            | Sous-total            | Sous-total            | 69          | 0           | 1               | 0               | 0                 | 0                 | 0          | 0          | -                              | 8                              | 0                              | 12       | 0        | 90    | 0     |
| 2015-2016             | Francfort             | Bundesliga            | 34+2        | 0           | 1               | 0               | -                 | -                 | -          | -          | -                              | -                              | -                              | 7        | 0        | 44    | 0     |
| 2016-2017             | Francfort             | Bundesliga            | 33          | 0           | 6               | 0               | -                 | -                 | -          | -          | -                              | -                              | -                              | 7        | 0        | 46    | 0     |
| 2017-2018             | Francfort             | Bundesliga            | 34          | 0           | 6               | 0               | -                 | -                 | -          | -          | -                              | -                              | -                              | 8        | 0        | 48    | 0     |
| Sous-total            | Sous-total            | Sous-total            | 104         | 0           | 13              | 0               | 0                 | 0                 | 0          | 0          | -                              | 0                              | 0                              | 22       | 0        | 139   | 0     |
| 2018-2019             | Bayer Leverkusen      | Bundesliga            | 32          | 0           | 2               | 0               | -                 | -                 | -          | -          | C3                             | 6                              | 0                              | 5        | 0        | 45    | 0     |
| 2019-2020             | Bayer Leverkusen      | Bundesliga            | 34          | 0           | 5               | 0               | -                 | -                 | -          | -          | C1+C3                          | 6+5                            | 0                              | 6        | 0        | 56    | 0     |
| 2020-2021             | Bayer Leverkusen      | Bundesliga            | 29          | 0           | 3               | 0               | -                 | -                 | -          | -          | C3                             | 5                              | 0                              | 10       | 0        | 47    | 0     |
| 2021-2022             | Bayer Leverkusen      | Bundesliga            | 32          | 0           | 2               | 0               | -                 | -                 | -          | -          | C3                             | 7                              | 0                              | 10       | 0        | 51    | 0     |
| 2022-2023             | Bayer Leverkusen      | Bundesliga            | 33          | 0           | 1               | 0               | -                 | -                 | -          | -          | C1+C3                          | 6+8                            | 0                              | 8        | 0        | 56    | 0     |
| 2023-2024             | Bayer Leverkusen      | Bundesliga            | 32          | 0           | 2               | 0               | -                 | -                 | -          | -          | C3                             | -                              | -                              | 7        | 0        | 41    | 0     |
| 2024-2025             | Bayer Leverkusen      | Bundesliga            | 29          | 0           | 1               | 0               | -                 | -                 | 1          | 0          | C1                             | 4                              | 0                              | 8        | 0        | 43    | 0     |
| Sous-total            | Sous-total            | Sous-total            | 221         | 0           | 16              | 0               | 0                 | 0                 | 1          | 0          | -                              | 47                             | 0                              | 51       | 0        | 336   | 0     |
| 2025-2026             | AS Monaco             | Ligue 1               | 1           | 0           | 0               | 0               | -                 | -                 | -          | -          | C1                             | 0                              | 0                              | 0        | 0        | 1     | 0     |
| Sous-total            | Sous-total            | Sous-total            | 1           | 0           | 0               | 0               | 0                 | 0                 | 0          | 0          | -                              | 0                              | 0                              | 0        | 0        | 1     | 0     |
| Total sur la carrière | Total sur la carrière | Total sur la carrière | 450         | 0           | 32              | 0               | 0                 | 0                 | 1          | 0          | -                              | 55                             | 0                              | 100      | 0        | 638   | 0     |

## Palmarès

### En club
- Esbjerg fB
  - Champion du Danemark D2 en 2012.
  - Vainqueur de la Coupe du Danemark de football en 2013.
- Eintracht Francfort
  - Vainqueur de la Coupe d'Allemagne en 2018
  - Finaliste de la Coupe d'Allemagne en 2017
- Bayer Leverkusen
  - Champion d'Allemagne en 2024
  - Vice-champion d'Allemagne en 2025
  - Vainqueur de la Coupe d'Allemagne en 2024
  - Finaliste de la Ligue Europa en 2024
  - Vainqueur de la Supercoupe d'Allemagne en 2024